# مركز مافوسو للرياضات
مركز مافوسو الرياضي هو ملعب متعدد الخدمات موجود في مدينة مانزيني في إسواتيني، يستعمل حاليا في معظم الأوقات للعب كرة القدم، الملعب يستوعب 5000 متفرج، ويستعمل
أيضا في مناسبات تقليدية مثل عيد ميلاد الملك.
الملعب يستقبل مباريات مانزيني سي بردز.

## وصلات خارجية
صفحة الملعب على سوكر واي